# Petrus Dahlin

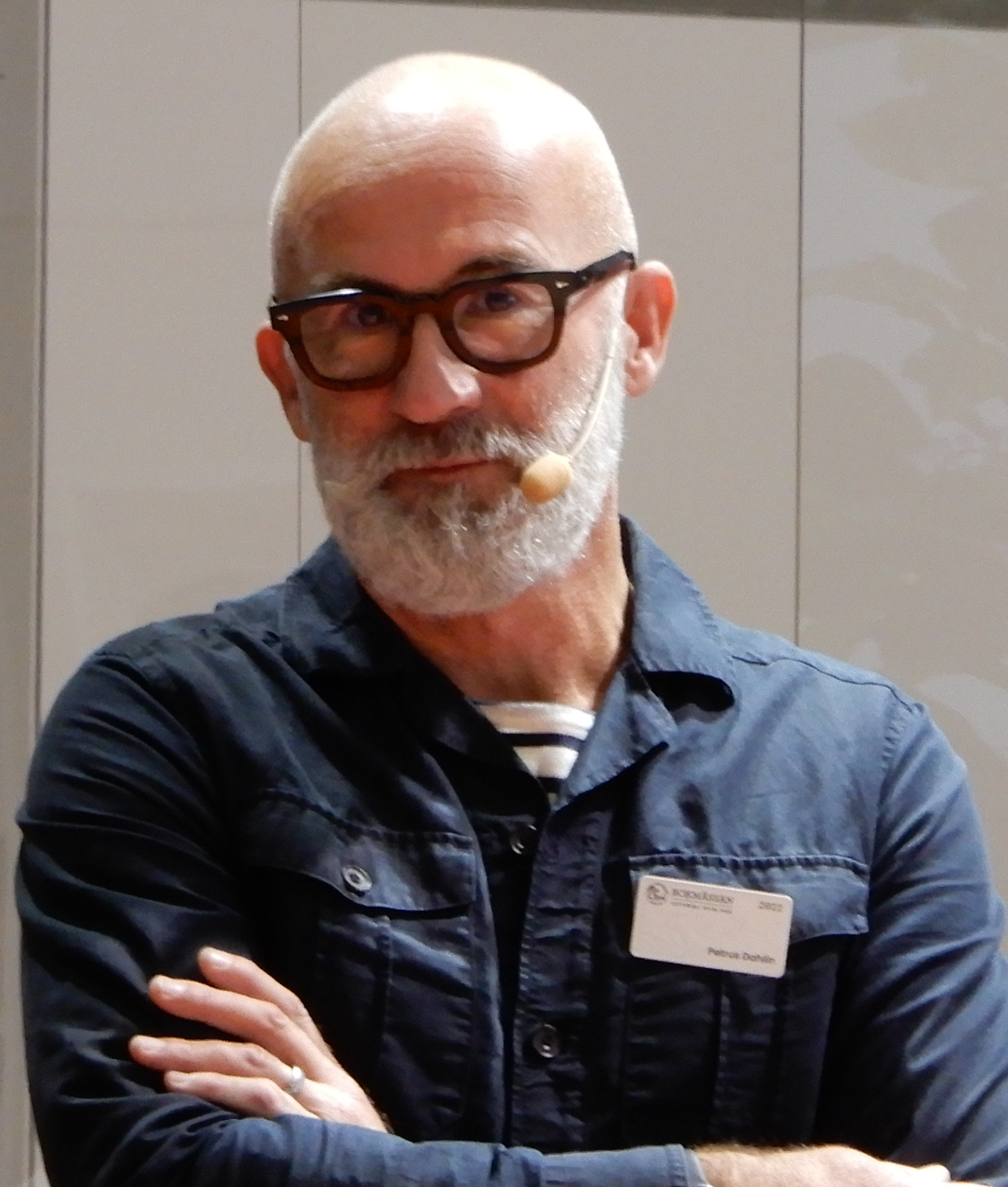
Petrus Dahlin på Bokmässan 2022

John Petrus Dahlin, född den 12 oktober 1964 i Umeå, är en svensk art director och barnboksförfattare. Han har skrivit ett antal barn- och ungdomsböcker, bland annat böckerna om Kalle Skavank som illustrerats av Sofia Falkenhem. 2015 vann han Bokjuryns pris i kategorin 10–13 år för boken Kurragömma. 2023 nominerades Min nya vän Håken till Crimetime Award som årets barndeckare.
Dahlin var under 1980-talet aktiv som serieskapare i egna och andras seriefanzin. Han samarbetade då ofta med Magnus Jonason, senare verksam som reklamtecknare samt storyboardtecknare för filmproduktioner.